# Fröttmaning
Fröttmaning é uma estação ferroviária metropolitana localizada em Fröttmaning, na cidade de Munique, Alemanha, na linha U6 do sistema U-Bahn Munique. Ela serve o novo estádio Allianz Arena e foi inaugurada em 30 de junho de 1994.